# Barnebya
Barnebya es un género con 2 especies de árboles y de lianas  perteneciente a la familia de las Malpighiaceae. Son nativos del este de Brasil. 

## Taxonomía
El género fue descrito por  William Russell Anderson & Bronwen Gates y publicado en Brittonia  33(3):275 - 280 en el año 1981. La especie tipo es Barnebya dispar (Griseb.) W.R.Anderson & B.Gates.
Etimología
El género fue nombrado en honor del botánico americano Rupert Charles Barneby (1911-2000).

## Especies
- Barnebya dispar W. R. Anderson & B. Gates
- Barnebya harleyi W. R. Anderson & B. Gates